# Rainer Knepperges
Rainer Knepperges (* 9. August 1965 in Korschenbroich) ist ein deutscher Drehbuchautor, Filmregisseur und Schauspieler.

## Leben und Wirken
Rainer Knepperges ist Herausgeber der Filmzeitschrift Gdinetmao und Mitbegründer des Kölner Filmclubs 813. Er gehört zur sogenannten Kölner Gruppe, einem losen Zusammenschluss von Kölner Filmemachern.
1996 war er als Drehbuchautor und Darsteller an der Komödie Happy Weekend von Ed Herzog beteiligt. 1993 hatten Herzog und Knepperges aus dem Stoff bereits einen Kurzfilm gemacht, produziert an der Berliner Filmhochschule dffb, an der Herzog damals studierte. Die Quereinsteigerinnen markierte 2005 Knepperges ersten eigenen abendfüllenden Film als Regisseur. Als Darsteller ist er in zahlreichen Kurz- und Spielfilmen der Kölner Gruppe zu sehen, aber auch in Filmen anderer Regisseure wie etwa Klaus Lemke.
Rainer Knepperges lebt in Köln.

## Filmografie (Auswahl)
- 1993: Happy Weekend (Kurzfilm) (Drehbuchautor, Darsteller)
- 1996: Happy Weekend (Drehbuchautor, Darsteller)
- 1996: 8 Essen III (Darsteller, Regisseur – zusammen mit Bernhard Marsch, Thomas Hermel und Markus Mischkowski)
- 1996: Der Servantilist (Darsteller)
- 1997: China, Mexiko (Drehbuchautor, Regisseur)
- 1997: Das nasse Grab der Grenzbanditen (Regisseur – zusammen mit Christian Mrasek)
- 2001: Tour Eifel (Darsteller, Regisseur – zusammen mit Christian Mrasek)
- 2000: Mitte 30 (Regisseur)
- 2000: Der Neopazifist (Darsteller)
- 2001: Westend (Darsteller)
- 2003: Kein Science Fiction (Darsteller)
- 2005: Die Quereinsteigerinnen (Drehbuchautor, Darsteller, Regisseur – zusammen mit Christian Mrasek)
- 2005: Stadt des Lichts (Darsteller)
- 2006/2007: Zwei Goldfische (Darsteller)
- 2006/2007: Ich begehre (Darsteller)
- 2008: Vielfalt erforschen (Regie, Drehbuch, Kamera, Animation, Schnitt)
- 2008: Arbeit für alle (Darsteller)
- 2008–2010: 24h Marrakech (Drehbuch)
- 2009: Serge Rippenanker (Regie)
- 2010: Leichtmatrosen (Darsteller, Drehbuch)
- 2012: Leichtmatrosen II (Regie, Drehbuch, Produktion, Darsteller)
- 2013: Adam & Omar (Co-Regie, Drehbuch, Produktion, Schnitt, Darsteller)
- 2013/2014: Es werde Stadt! 50 Jahre Grimme-Preis in Marl (Mitwirkung)
- 2014: Looping (Regie, Schnitt, Produktion, Musik)
- 2016/2017: Offene Wunde Deutscher Film (Mitwirkung)
- 2017: Die monetäre Idylle (Darsteller)
- 2017/2018: Bad Girl Avenue (Darsteller)
- 2019: Neue Götter in der Maxvorstadt (Darsteller)
- 2020: Ein Callgirl für Geister (Darsteller)

## Auszeichnungen
- 2001: Filmfest Dresden - Lobende Erwähnung für Tour Eifel
- 2002: Rüsselsheimer Filmtage - Gewinner des Publikumspreises und der Trophäe Der scharfe Blick für Tour Eifel
- 2002: Grenzlandfilmtage Selb - Publikumspreis für Tour Eifel
- 2013: Internationales Kurzfilm-Festival Hamburg - Nominierung für den Jury-Preis im Deutschen Wettbewerb für Leichtmatrosen II